# José Antonio Montalvo
Juan José Antonio Montalvo Berbeo, O.B. (Bogotá, 22 de febrero de 1892 - Bogotá, 5 de junio de 1970)  fue un abogado penalista y político, catedrático y diplomático colombiano.
Fue miembro del Partido Conservador Colombiano, del cual era representante del ala más progresista, de los ospinopastranistas.
Montalvo fue fiscal en el distrito de Bogotá, llevando entre otros la acusación del asesinato de Rafael Uribe Uribe y el caso Zawadzky, entre otros. También fue catedrático en derecho penal y procesal, y llegó a ser magistrado de la Corte Suprema de Justicia en la Sala Penal.
Montalvo ocupó varias carteras en diferentes gobiernos conservadores, siendo también congresista a nombre del conservatismo. En 1962 fue nombrado canciller de Colombia por el presidente Guillermo León Valencia, ocupando la presidencia de ese país como designado en agosto de 1963, por ausencia del presidente.

## Biografía
José Antonio Montalvo Berbeo nació en Bogotá el 22 de febrero de 1892, en el seno de una familiar aristocrática proveniente del departamento del Huila, en el noroeste de Colombia.
Montalvo hizo sus estudios secundarios en el Colegio de los Hermanos Cristianos y en el Colegio Mayor de Nuestra Señora del Rosario. En 1914 se graduó como abogado de la Facultad de Jurisprudencia de la Universidad del Rosario. Su ingreso a la jurisdicción colombiana fue como fiscal en el caso por el asesinato del caudillo liberal Rafael Uribe Uribe, en 1914.
Aparte de su actividad oficial, Montalvo fue profesor de Derecho Penal de la Pontificia Universidad Javeriana, y también dictó las cátedras de Derecho Internacional Privado y Pruebas Judiciales, en el Colegio Mayor de Nuestra Señora del Rosario. Fue fiscal del Juzgado Superior y juez superior de Bogotá. 
En 1927 fue llamado por el presidente conservador Miguel Abadía Méndez a que ocupara el Ministerio de Industrias, posesionándose el 12 de enero de ese año. Permanecióm en el ministerio hasta el 12 de abril de 1930, meses antes de que terminara el gobierno de Méndez. 
Con la pérdida del poder por los conservadores, Montalvo regresó a la carrera judicial y presidió el Consejo de Justicia de Bogotá. Entre 1933 y 1934 fue elegido diputado de la Asamblea Departamental del Tolima, y luego representante a la cámara por ese departamento en 1934, a nombre del conservatismo.  

### Magistrado de la Corte Suprema de Justicia (1935-1947)
El 2 de abril de 1935, Montalvo fue nombrado Magistrado de la Corte Suprema de Justicia, pertenenciendo a la Sala Penal de dicho órgano judicial, y permanciendo en ella hasta 1947. 

### Ministro de Justicia (1947-1948), y de Gobierno de Colombia (1948)
Ese año el presidente Mariano Ospina Pérez lo llamó al servicio, nombrándolo Ministro de Justicia el 10 de junio de 1947, hasta enero de 1948, cuando pasó a ser Ministro de Gobierno, el segundo cargo más importante en el gobierno, puesto que era la mano derecha, consejero y defensor del presidente. 
Es conocida su frase en un discurso ante el Congreso como Ministro de Gobierno el 13 de febrero de 1948, atacando al caudillo liberal Jorge Eliecer Gaitán y su marcha del silencia, expresando queː

“A este país lo pacificamos a sangre y fuego”.
José Antonio Montalvo Berbeo

Por esos días, y tras la exclusión de Gaitán del comité bipartidista para la IX Conferencia Panamericana, el presidente Ospina (que había nombrado liberales cercanos a Gaitán), recompuso el comité con ministros suyos, incluyendo a Montalvo, ya que Gaitán logró que los liberales renunciaran para secundarlo. En marzo Montalvo renunció al ministerio, por lo que los sucesos de El Bogotazo no lo afectaron directamente.

### Dictadura y Frente Nacional (1953-1970)
En 1958, Montalvo fue elegido, con el beneplácito del expresidente Ospina, como Director del Partido Conservador. En tal dignidad firmó junto al director del Partido Liberal, el expresidente Lleras, un pacto de transición a un gobierno civil, el 20 de marzo de ese año. Lleras y el expresidente Gómez habían acordado previamente la conformación de un bloque bipartidista como solución a la dictadura de Rojas, en los pactos de Benidorm y Sitges.

#### Precandidatura presidencial (1961-1962)
Su nombre fue postulado para ser candidato a la presidencia por el conservatismo, y en consecuencia, del Frente Nacional, ya que por los acuerdos previos, los conservadores debían asumir la presidencia en el segundo de los cuatro períodos de alternación. Por la pérdida de su facción en las elecciones regionales de 1960, el expresidente Laureano Gómez se retiró de la política, dejando vía libre al expresidente Ospina para imponerse en la jefatura del partido. El hijo de Gómez, Álvaro Gómez, aún no era un líder político importante.
Pese a que Montalvo era cercano a Ospina, se impuso el apoyo por Guillermo León Valencia, a quien los conservadores sentían estar en deuda por la candidatura de Alberto Lleras, ya que en el último momento Gómez ordenó a los conservadores apoyar a Lleras en detrimento de Valencia, por lo que el período frentenacionalista lo inauguraron los liberales por acuerdos de última hora. La candidatura de Valencia se benefició por la muerte inesperada del candidato seguro Gilberto Alzate Avendaño, la impopularidad de Gómez, y la debilidad de las candidaturas de Misael Pastrana e Ignacio Vélez.
A pesar de la victoria de Valencia, Montalvo gozó de un respetable y de lejos segundo lugar, por lo que se le consideró presidenciable seguro para la próxima postulación. A la postre, Valencia ganó la presidencia de Colombia, a pesar de que incluso en su mismo partido se dudaba de su falta de experiencia política.

#### Cancillería de Colombia (1962-1963) y Presidente Interino de Colombia (1963)
El 7 de agosto de 1962, Montalvo fue nombrado Ministro de Relaciones Exteriores de Colombia por el presidenre Valencia. Su nombramiento coincidió con su nombramiento como designado presidencial, cargo que según la Constitución debía ocupar por su calidad de canciller. Montalvo coordinó la visita de Valencia a Estados Unidos, para reunirse con el presidente John F. Kennedy, quien visitó Colombia en 1961 bajo la presidencia de Lleras. En esa visita, Valencia afirmóː

"La Alianza para el Progreso viene ocupándose ante todo de aquellos propósitos capaces de modificar esencialmente la vida del pueblo para darle unas condiciones mejores de existencia, aunque las inversiones no sean de inmediato rendimiento económico. Los dineros de la Alianza se están invirtiendo especialmente en salud, en educación, en vivienda y en aquellas obras de desarrollo que se refieren directamente al cambio de condiciones esenciales en la vida del pueblo."

En abril de 1963 solicitó su reitiro del cargo, entregando la cancillería a Fernando Londoño y Londoño, el 23 de abril de 1963. A pesar de que ya no era canciller, Montalvo sigió siendo designado presidencial hasta 1964. De hecho, ocupó la presidencia de Colombia en esta calidad, entre el 6 y el 8 de agosto de 1963, por el viaje de Valencia San Cristóbal, con el objeto de celebrar una conferencia con el presidente venezolano Rómulo Betancourt.
A su regreso de Venezuela, Valencia lo envisitió con la Gran Cruz de Boyacá.
De 1952 a 1955 desempeñó las funciones de Embajador de la República de Colombia ante la Santa Sede.
Su último acto público fue en 1969 cuando votó en la Convención Nacional Conservadora por el expresidente Mariano Ospina para que fuera candidato del conservatismo a la presidencia, y con ello se refrendara como candidato único del Frente Nacional para las elecciones de 1970. La postulación la ganó el exembajador en Estados Unidos Misael Pastrana, quien contó con el apoyo de Ospina.

### Muerte
José Antonio Montalvo falleció a los 78 años en su residencia de Bogotá, en la madrugada del viernes 5 de junio de 1970, por un paro cardiaco. Pese a su avanzada edad, su muerte fue sorpresiva, ya que Montalvo gozaba de buena salud y lucidez mental. Sus exequias se realizaron en el Gimnasio Moderno, y su funeral se celebró con honores militares, por su condición de expresidente, en el Cementerio Central, y con la asistencia del presidente Lleras, y pocos de sus amigos, ya que la noticia de su fallecimiento fue llevada con extrema reserva por su familia.

## Familia
José Antonio Montalvo era miembro de la élite conservadora del departamento del Huila. Sus padres eran Luis Montalvo Barón y Julia Berbeo Borrero.
Su madre era hija de Enrique Berbeo Tovar, gobernador del Huila; y sobrina nieta de Tomás Falla Borrero, padre del artista Ricardo Borrero Álvarez, de quien era su prima segunda. Sobrinos de Ricardo, y por tanto primos segundos de Julia eran la activista Clotilde, y el escritor Joaquín García Borrero. Por esa línea familiar, José era primo tercero del expresidente Misael Pastrana Borrero, ya que la madre de Pastrana era también sobrina nieta de Tomás Falla, y por tanto prima segunda del pintor Ricardo Borrero. También estaba emparentado con el sacerdote católico y exarzobispo de Bogotá Ismael Perdomo Borrero.
Además de lo anterior, su madre era descendiente del comunero y mártir de la Independencia de Colombia, Juan Francisco Berbeo (compañero de José Antonio Galán, de quien desciende Luis Carlos Galán Sarmiento), de quien también descendienden los expresidentes Santos Acosta (nieto suyo) y Alberto Lleras Camargo.Nicolás Acosta Berbeo, tío de Santos Acosta y ancestro de Montalvo, también fue prócer de la independencia de Colombia.

### Matrimonio y descendencia
José Antonio Montalvo contrajo nupcias el 10 de enero de 1921 con Isabel Higuera Jiménez, con quien tuvo 7 hijosː Cecilia, Isabel, Ignacio, María Cristina, Luis, el sacerdote católico Gabriel, y la religiosa católica Teresa Montalvo Higuera.